# Cologne, Minnesota
Cologne là một thành phố thuộc quận Carver, tiểu bang Minnesota, Hoa Kỳ. Năm 2010, dân số của thành phố này là 1519 người.

## Dân số
- Dân số năm 2000: 1012 người.
- Dân số năm 2010: 1519 người.